# Juan Barbas
Juan Barbas   (San Martín, 23 d'agost de 1959) és un exfutbolista argentí.

## Selecció de l'Argentina
Va formar part de l'equip argentí a la Copa del Món de 1982.